# 京阪膳所站
京阪膳所站（日语：／ Keihan-zeze eki */?）是位於滋賀縣大津市馬場，屬於京阪電氣鐵道的石山坂本線停留場。車站編號為OT09。

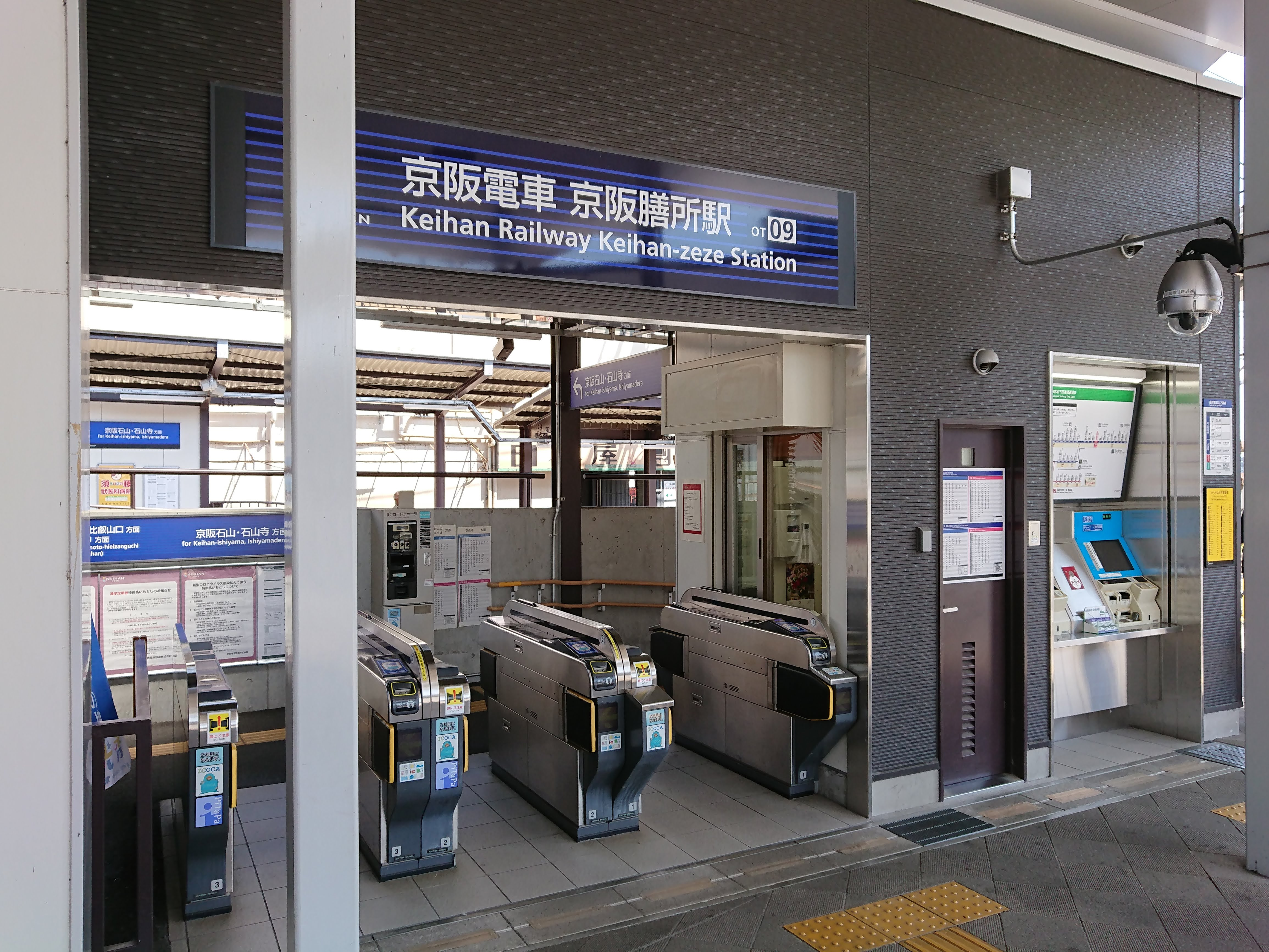
驗票閘口（2020年8月）

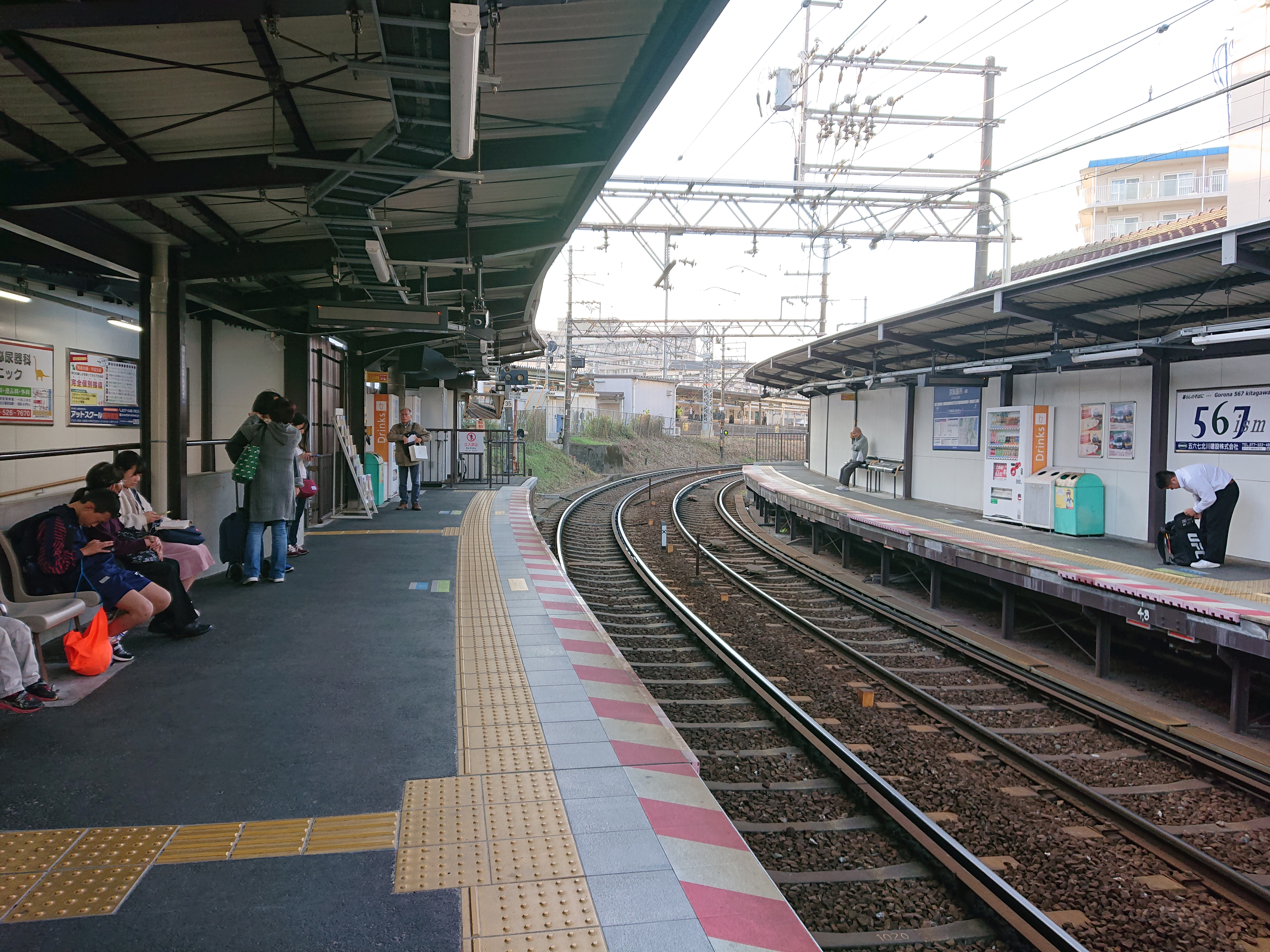
月台（2019年11月）

## 歷史
本站啟用時於站內設置車廠和電車專用變電站。車廠在錦織車廠落成時遷移，舊車廠位於現時月台東邊約200米處。變電所在1991年前還存在，在2000年停用，因此推斷大津線升壓至1500V時廢止。
- 1913年（大正2年）3月1日 - 大津電車軌道大津（現時：琵琶湖濱大津）至膳所（現時：膳所本町）之間開通，馬場站啟用（在車站啟用當時設有馬場站內和馬場站前兩個乘車處）。
- 根據當時的小冊子，國鐵馬場站（現時：膳所）改名為大津站（第二代）的時候，此站曾改名為「大津站前」站（後來，隨著國鐵車站名稱改回「馬場站」，大津電軌也改名為「馬場站」）。在1916年（大正5年）由大津電車軌道發行的「大津電車遊覧案內」中，出現了「大津站前（大津站）」的車站名稱。「大津電車遊覧案內」

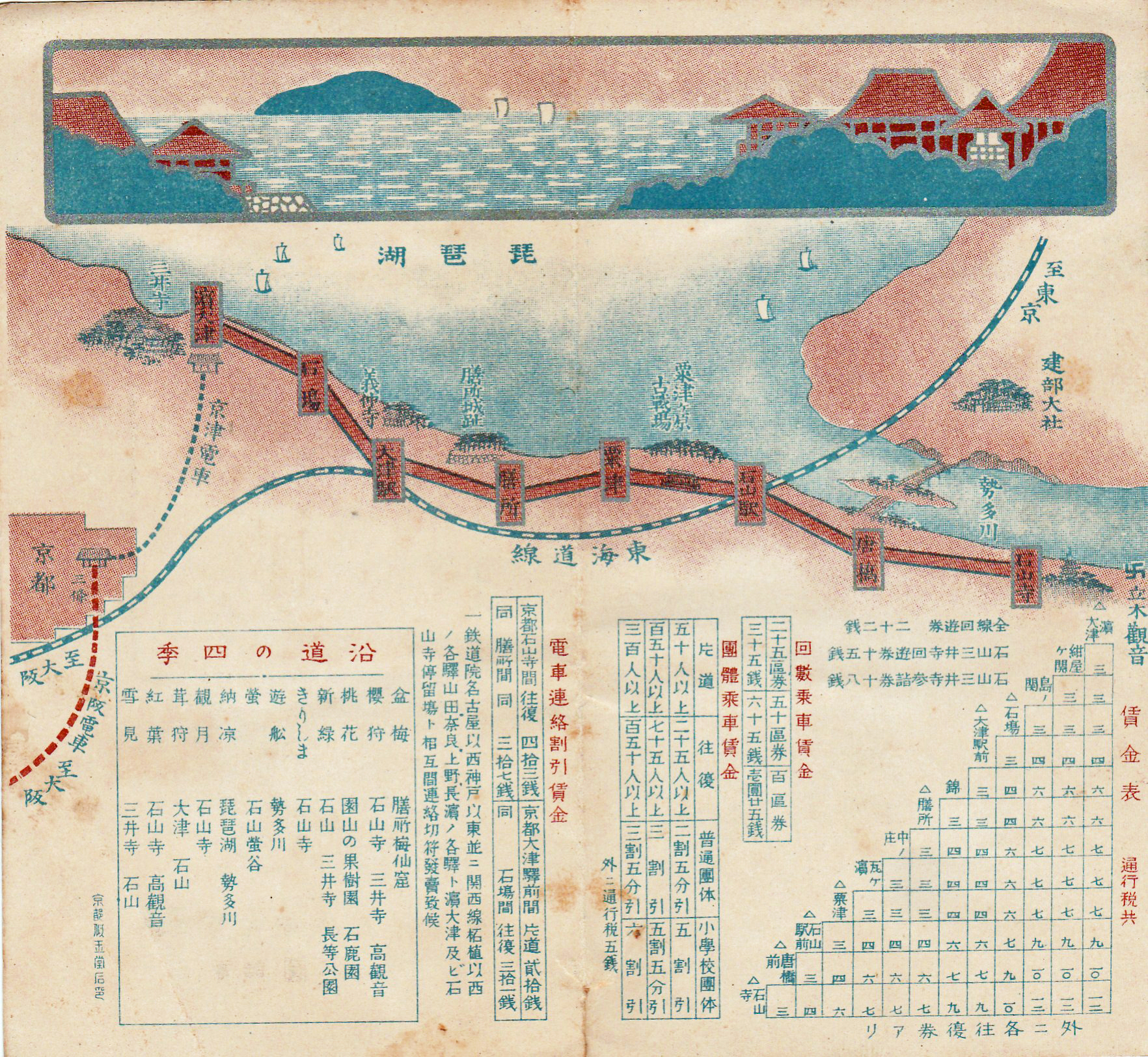
「大津電車遊覧案內」

- 1927年（昭和2年）1月21日 - 公司合併後，成為琵琶湖鐵道汽船車站[6][7]。
- 1929年（昭和4年）4月11日 - 公司合併後，成為(舊)京阪電氣鐵道石山坂本線的車站[6][7]。
- 1937年（昭和12年）8月20日 - 車站改名為膳所站前站。
- 1943年（昭和18年）10月1日 - 公司合併後，成為京阪神急行電鐵（現時：阪急電鐵）的車站[6][8]。
- 1949年（昭和24年）12月1日 - 公司分離後，成為(新)京阪電氣鐵道的車站[6][8]。
- 1953年（昭和28年）4月1日 - 車站改名為京阪膳所站。
- 2008年（平成20年）3月 - 下行月台增設輪椅專用斜道。
- 2017年（平成29年）7月 - 車站入口招牌改為使用與京阪線同一款式。
- 2018年（平成30年）3月尾 - 月台位置遷移，新設3座自動閘機，同時設置腳下燈等車站改善工事竣工[9]。

## 車站構造
本站是地面車站，設有2面2線的相對式月台。站內的驗票閘口位於坂本方向月台靠近石山寺一方，對面為石山寺方向月台，兩月台之間透過站內平交道連接。因月台建於彎道上，因此上落車時需要小心空隙。2018年3月，月台遷移至較小的彎位上，同時月台出入口設有斜道。此站設有可支援PiTaPa（ICOCA）等IC卡的自動閘機。而此站在早上和深夜為無人車站。

### 月台
| 月台         | 路線        | 上下行 | 方向                                                                             | 備註                               |
| ------------ | ----------- | ------ | -------------------------------------------------------------------------------- | ---------------------------------- |
| 車站大樓一方 | ▼石山坂本線 | 下行   | 琵琶湖濱大津、京阪大津京、坂本比叡山口方向 ▲京津線（ 地下鐵東西線 三條京阪）方向 | 京津線需要在琵琶湖濱大津站轉乘列車 |
| 車站大樓對面 | ▼石山坂本線 | 上行   | 京阪石山、石山寺方向                                                             |                                    |

※月台可容納2卡列車。在旅客資訊上沒有編排月台編號。

## 車站周邊
- 義仲寺（日语：義仲寺）
- 大津膳所站前郵局
- 滋賀縣立大津高等學校（日语：滋賀県立大津高等学校）
- 大津市立平野小學（日语：大津市立平野小学校）
- 滋賀銀行（日语：滋賀銀行）膳所站前分店

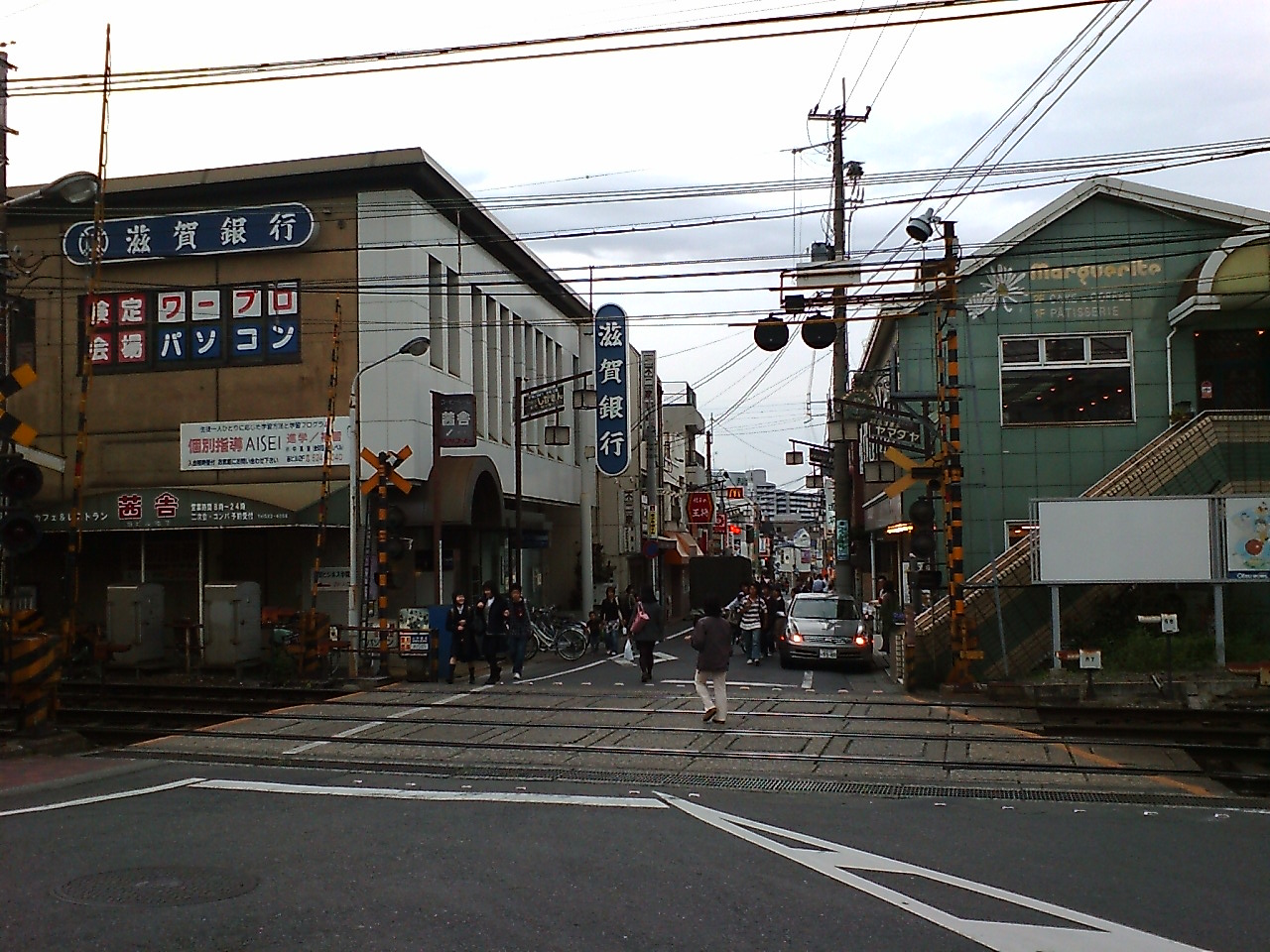
站前風景
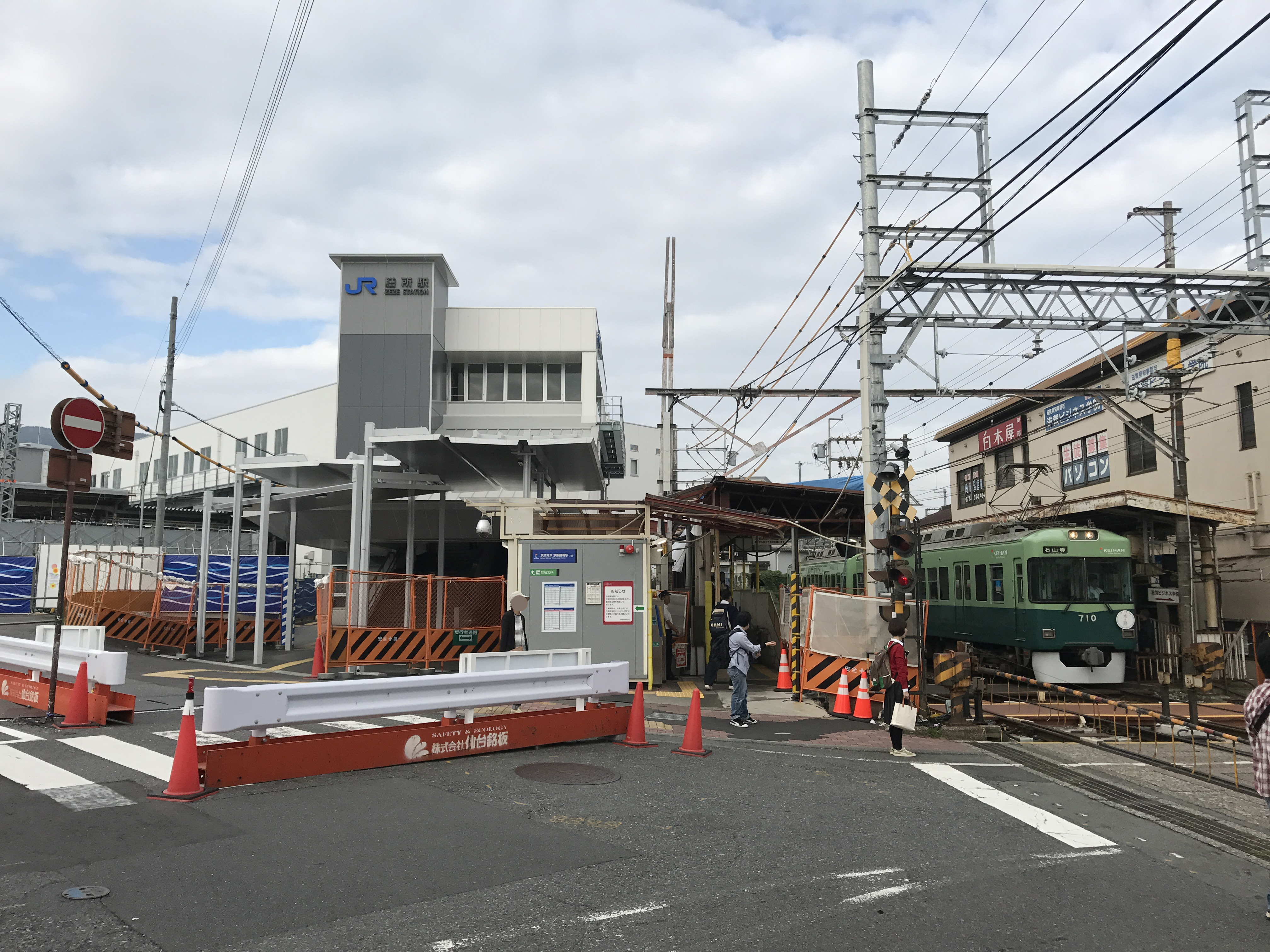
JR站建設跨站式站房的時期。

## 相鄰車站
京阪電氣鐵道
▼石山坂本線
錦（OT08）－京阪膳所（OT09）－石場（OT10）

## 注腳
1. ↑  大津市統計年鑑
2. ↑  停車站資訊圖 （页面存档备份，存于）（日語） - 京阪電氣鐵道
3. ↑  1998年的大津市制百周年企劃展「大津之鐵道百科展」之小冊子
4. ↑  鐵道畫刊1991年12月增刊京阪電鐵特集號
5. ↑  鐵道畫刊2000年12月增刊京阪電鐵特集號
6. 1 2 3 4  高橋 2017，第28頁.
7. 1 2  寺田 2013，第276頁.
8. 1 2  寺田 2013，第275頁.
9. ↑  在京阪電鐵車站設置的沿線情報誌《Ｋ　ＰＲＥＳＳ》2018年5月號16頁「くらしのなかの京阪」
10. ↑  京阪膳所駅構内図 （页面存档备份，存于）（日語）2018年4月28日參閲
11. ↑  大津線駅係員配置時間 （页面存档备份，存于）（日語）

## 外部連結
- 京阪膳所 - 京阪電氣鐵道